# Festival de Solliès-Ville
 (janvier 2021).
Le festival de Solliès-Ville est un festival annuel de la bande dessinée organisé par l’association A.LI.EN et qui se déroule chaque année à la fin du mois d'août, avec plus de 60 auteurs invités. Un invité est régulièrement à l'honneur.
Au programme : des stages pour les jeunes, des expos, des projections de films inspirés de BD, présentés par leurs auteurs, des concours de planches, des concerts de dessinateurs, des remises de prix et des dédicaces...

## Auteurs des affiches
| - 1989 : Philippe Luguy - 1990 : Max Cabanes - 1991 : François Boucq - 1992 : Jean-Claude Denis - 1993 : Frank Le Gall - 1994 : Cosey - 1995 : Frank Margerin - 1996 : Dupuy-Berberian - 1997 : Jean Giraud - 1998 : Hermann | - 1999 : Jean-Pierre Gibrat - 2000 : Michel Plessix - 2001 : Zep - 2002 : Lewis Trondheim - 2003 : Jean-Claude Denis - 2004 : Frank Pé - 2005 : Enki Bilal - 2006 : Loustal - 2007 : Jacques Tardi - 2008 : François Schuiten | - 2009 : Emmanuel Lepage - 2010 : Art Spiegelman - 2011 : André Juillard - 2012 : Juanjo Guarnido - 2013 : Cosey - 2014 : Lorenzo Mattotti - 2015 : José Munoz - 2016 : Baru |

## Prix: Soleils d’Or

### 2009
Grands prix 2009 : Art Spiegelman et Françoise Mouly pour l’ensemble de leur œuvre de création et d’édition
- Meilleur Graphisme : Lorenzo Mattotti pour Bob Dylan, Delcourt
- Meilleur Album 2008/2009 : Jean-Pierre Gibrat pour Mattéo, Futuropolis
- Meilleure Série : Mathieu Lauffray pour Long John Silver, Dargaud
- Meilleur Album Étranger : Charles Burns pour Black Hole, Delcourt
- Coup de cœur : Daphné Collignon pour Correspondant de Guerre, Soleil

### 2010
Grand Prix : André Juillard
- Meilleurs albums : Dany pour Les Guerrières de Troy - Éric Cartier L’expédition D’Alunys, Soleil
- Meilleure Graphiste : Claire Wendling pour Daisies, Collection Métamorphose
- Meilleur album Enfants: Loïc Jouannigot pour Petit Mardi, Dargaud
- Meilleur Illustrateur : Antoon Krings pour Les Drôles de Petites Bêtes, Gallimard
- Meilleure Collection : Baru, Olivier Berlion, Miles Hyman, Loustal, Joe G. Pinelli pour la Collection Rivage Noir Casterman
- Révélation 2010 : Man Arenas, pour Yaxin et le Faune (Collection Métamorphose)
- Meilleure série : Enrico Marini pour Le Scorpion, Dargaud
- Prix Spécial du Jury : Joost Swarte pour l’ensemble de son œuvre

### 2011
Grand Prix : Juanjo Guarnido
- Coloriste de l'année : Brigitte Findakly pour Ralph Azam, Dupuis[1]
- Prix de la BD-reportage : Joe Sacco pour Gaza, Futuropolis[1]
- Révélation de l'année : Maya Mihindou pour Sabine Soleil[1]
- Meilleur album Enfants : Eve Tharlet pour Monsieur Blaireau et Madame Renarde, Dargaud[1]
- Coup de cœur : Baru, Fais péter les basses Bruno, Futuropolis[1]
- Meilleur album 2011 : Joe G. Pinelli et Thierry Bellefroid pour Féroces Tropiques, Aire Libre, Dupuis[1]

### 2012
Grand prix : Cosey
- Meilleure adaptation de BD au cinéma : Alain Chabat pour Sur la piste du Marsupilami
- Meilleure coloriste : Rachel Tardi pour Moi, René Tardi, prisonnier du Stalag II-B, Casterman
- Meilleur scénariste : Lewis Trondheim pour Texas Cowboy, Dupuis
- Meilleurs graphistes : ex aequo Loustal pour South African road trip, Zanpano & Joost Swarte pour Total Swarte, Denoël Graphic
- Meilleur Album Reportage : Guy Delisle pour Chroniques de Jérusalem

### 2013
Grand prix : Lorenzo Mattotti
- Meilleure Coloriste : Nolwenn Lebreton pour Ekhö, Soleil
- Meilleur album jeunesse : Nathalie Ragondet pour Les trois boucqs bougons, Père Castor
- Meilleurs Graphistes : Alessandro Barbucci pour Ekhö, Soleil
- Meilleur Album : Baru pour Canicule, Casterman
- Prix Spécial 25e Festival de Sollies : Philippe Druillet pour l’ensemble de son œuvre

### 2014
Grand prix : José Munoz
- Meilleur Album D’illustration : Amélie Fléchais pour Le Petit Loup Rouge, Ankama
- Meilleur Album Jeunesse : Loïc Jouannigot et Michel Plessix pour La chasse au trésor Une aventure de la famille Passiflore, Dargaud
- Meilleure Nouvelle Série : José-Luis Munuera pour Les Campbell, Dupuis
- Meilleure Adaptation : Miles Hyman pour Le Dahlia Noir, Casterman
- Prix Spécial du Jury : Florence Cestac pour l’ensemble de son œuvre

### 2015
Grand prix : Baru
- Meilleur album jeunesse : Frédéric Pillot pour Lulu Vroumette, Magnard Jeunesse
- Meilleure édition : Jean-Claude Denis et Loustal pour Carnet Nature, Plume de carotte
- Meilleur graphisme : Gradimir Smudja pour Au fil de l'art, Delcourt
- Meilleure série : Philippe Gauckler pour Koralovski, Le Lombard
- Meilleur album : Alwett & Éric Cartier pour Route 78, Delcourt

### 2016
Grand prix : David B.
- Meilleur album jeunesse : Michaël Crosa pour Paula la poulette, Marmaille et Compagnie
- Meilleur premier album : Zao Dao pour Le souffle du vent, Mosquito
- Meilleure collection : Jacques Glénat pour Disney par Glénat
- Meilleur graphisme : Paolo Eleuteri Serpieri pour Druuna, Glénat
- Prix Spécial du Jury : Masashi Tanaka pour Gon, Pika Édition
- Hommage pour l’ensemble de son œuvre : Gilbert Shelton pour Freak Brothers

#### Articles
- Didier Pasamonik, « Juanjo Guarnido Grand Prix 2011 du 23e Festival BD de Solliès ville », ActuaBD,‎ 29 août 2011 (lire en ligne, consulté le 8 novembre 2022)